# Автошлях Р 38
Автошля́х Р 38 — автомобільний шлях регіонального значення на території України. Проходить територією Івано-Франківської області через Богородчани — Гуту.

## Загальна довжина
Богородчани — Гута — 37,5 км.

## Маршрут
Автошлях проходить через такі населені пункти:
| Автошлях Р 38             |        |
| Івано-Франківська область |        |
| Богородчанський район     |        |
| Богородчани               | Н09    |
| Підгір'я                  |        |
| Дзвиняч                   | Т 0902 |
| Солотвин                  | Т 0902 |
| Раковець                  |        |
| Яблунька                  |        |
| Пороги                    |        |
| Гута                      |        |